# Olympische Sommerspiele 1984/Leichtathletik – 1500 m (Frauen)

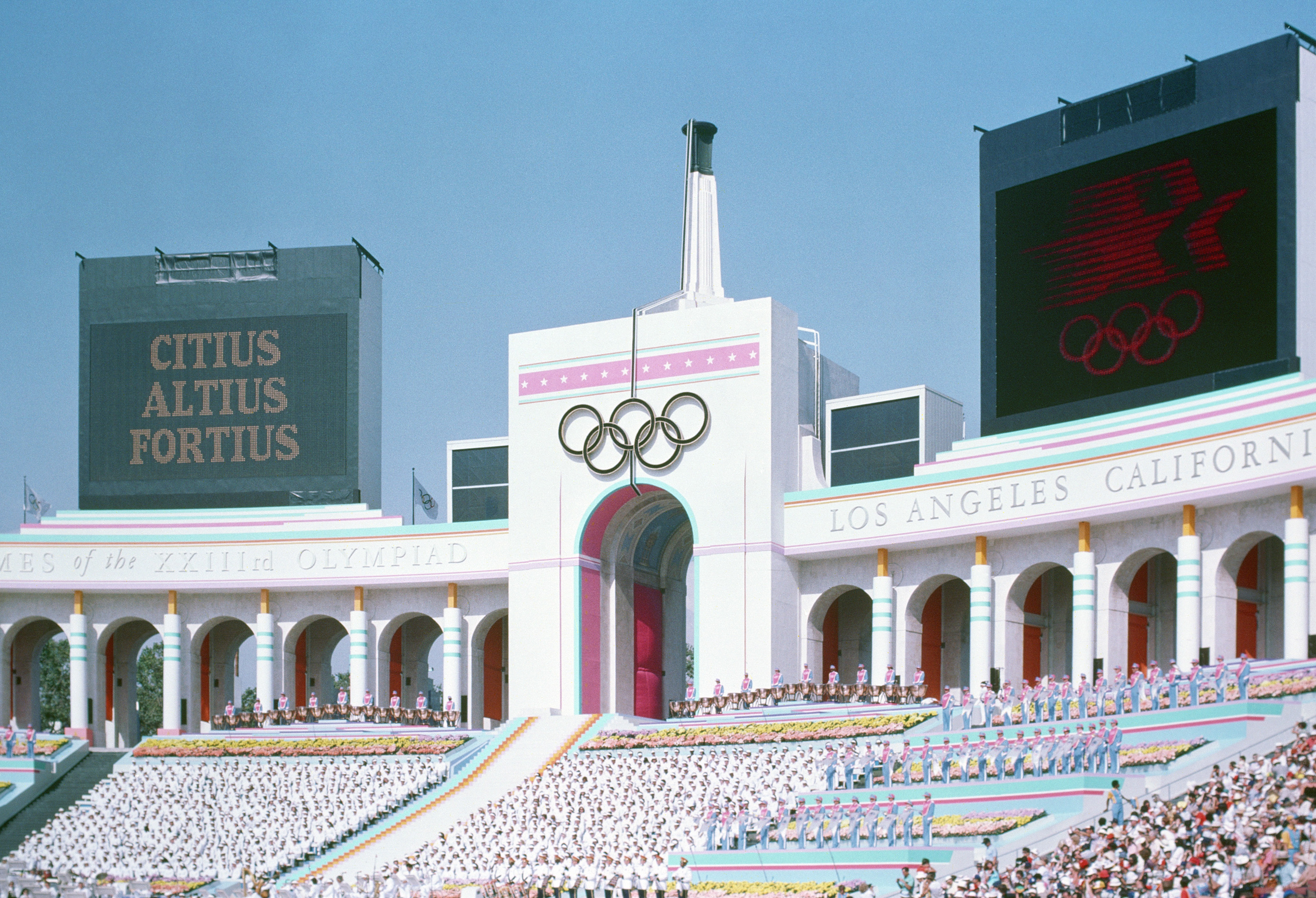
Blick auf des Eingangstor des Los Angeles Memorial Coliseum

Der 1500-Meter-Lauf der Frauen bei den Olympischen Spielen 1984 in Los Angeles wurde am 9. und 11. August 1984 im Los Angeles Memorial Coliseum ausgetragen. 22 Athletinnen nahmen teil.
Olympiasiegerin wurde die Italienerin Gabriella Dorio. Sie gewann vor den beiden Rumäninnen Doina Melinte, frühere Doina Beșliu, und Maricica Puică, frühere Maricica Luca.
Die Bundesrepublik Deutschland wurde durch Roswitha Gerdes vertreten, die sich für das Finale qualifizieren konnte und dort Platz vier belegte.

Die Liechtensteinerin Helen Ritter, spätere Helen Bischofberger, schied in der Vorrunde aus.

Läuferinnen aus der Schweiz und Österreich nahmen nicht teil. Athletinnen aus der DDR waren wegen des Olympiaboykotts ebenfalls nicht dabei.

## Aktuelle Titelträgerinnen
| Olympiasiegerin 1980                      | Tatjana Kasankina ( Sowjetunion)    | 3:56,6 min  | Moskau 1980   |
| Weltmeisterin 1983                        | Mary Decker ( USA)                  | 4:00,90 min | Helsinki 1983 |
| Europameisterin 1982                      | Olga Dwirna ( Sowjetunion)          | 3:57,80 min | Athen 1982    |
| Panamerikanische Meisterin 1983           | Ranza Clark ( Kanada)               | 4:16,18 min | Caracas 1983  |
| Zentralamerika und Karibik-Meisterin 1983 | Eloína Kerr ( Kuba)                 | 4:21,06 min | Havanna 1983  |
| Südamerika-Meisterin 1983                 | Alejandra Ramos ( Chile)            | 4:25,3 min  | Santa Fe 1983 |
| Asienmeisterin 1983                       | Geng Xiuquan ( Volksrepublik China) | 4:30,72 min | Kuwait 1983   |
| Afrikameisterin 1982                      | Justina Chepchirchir ( Kenia)       | 4:22,03 min | Kairo 1982    |

## Bestehende Rekorde
| Weltrekord         | 3:52,47 min | Tatjana Kasankina ( Sowjetunion) | Zürich, Schweiz                                | 13. August 1980 |
| Olympischer Rekord | 3:55,0 min  | Tatjana Kasankina ( Sowjetunion) | Finale OS Moskau, Sowjetunion (heute Russland) | 6. Juli 1980    |

Der bestehende olympische Rekord blieb bei diesen Spielen ungefährdet. Die schnellste Zeit erzielte die italienische Olympiasiegerin Gabriella Dorio mit 4:03,25 min im Finale und blieb damit um 8,25 Sekunden über dem Rekord. Zum Weltrekord fehlten ihr 10,78 Sekunden.

## Vorrunde
Datum: 9. August 1984
Die 22 Teilnehmerinnen wurden in zwei Vorläufe gelost. Für das Finale qualifizierten sich pro Lauf die ersten vier Athletinnen. Darüber hinaus kamen die vier Zeitschnellsten, die sogenannten Lucky Loser, weiter. Die direkt qualifizierten Athletinnen sind hellblau, die Lucky Loser hellgrün unterlegt.
Mit fünfzehn Jahren war die Kenianerin Justine Chepchirchir die jüngste Teilnehmerin im Feld, die Rumänin Maricica Puică mit 34 Jahren die älteste.
Im ersten Lauf kamen Roswitha Gerdes und die Kanadierin Brit McRoberts exakt zeitgleich auf Platz vier ins Ziel. Laut Reglement waren für die direkte Qualifikation nur die ersten vier Plätze vorgesehen. Nun gab es jedoch einen Vorlauf mit fünf direkt qualifizierten Läuferinnen. So kamen anders als vorgesehen nicht vier, sondern nur drei Lucky Loser weiter ins Finale.
Die schnellste Vorlaufzeit erzielte die Italienerin Gabriella Dorio mit 4:04,51 min in Lauf zwei.

### Vorlauf 1
| Platz | Name                 | Nation              | Zeit        |
| ----- | -------------------- | ------------------- | ----------- |
| 1     | Christine Benning    | Großbritannien      | 4:10,48 min |
| 1     | Doina Melinte        | Rumänien            | 4:10,48 min |
| 3     | Fița Lovin           | Rumänien            | 4:10,58 min |
| 4     | Roswitha Gerdes      | BR Deutschland      | 4:10,64 min |
| 4     | Brit McRoberts       | Kanada              | 4:10,64 min |
| 6     | Elly van Hulst       | Niederlande         | 4:10,69 min |
| 7     | Mission Kane         | USA                 | 4:11,86 min |
| 8     | Diana Richburg       | USA                 | 4:13,35 min |
| 9     | Helen Ritter         | Liechtenstein       | 4:19,39 min |
| 10    | Justina Chepchirchir | Kenia               | 4:21,97 min |
| 11    | Laverne Bryan        | Antigua und Barbuda | 4:32,44 min |
| 12    | Kriscia García       | El Salvador         | 4:38,00 min |

### Vorlauf 2
| Platz | Name                  | Nation         | Zeit        |
| ----- | --------------------- | -------------- | ----------- |
| 1     | Gabriella Dorio       | Italien        | 4:04,51 min |
| 2     | Maricica Puică        | Rumänien       | 4:05,30 min |
| 3     | Ruth Wysocki          | USA            | 4:05,65 min |
| 4     | Christina Boxer       | Großbritannien | 4:07,40 min |
| 5     | Lynne MacDougall      | Großbritannien | 4:09,08 min |
| 6     | Debbie Scott          | Kanada         | 4:09,16 min |
| 7     | Jill McCabe           | Schweden       | 4:16,48 min |
| 8     | Alejandra Ramos       | Chile          | 4:22,03 min |
| 9     | Liliana Gongora       | Argentinien    | 4:28,02 min |
| 10    | Mariciane Mukamurenzi | Ruanda         | 4:31,56 min |
| DNS   | Margrit Klinger       | BR Deutschland |             |

## Finale

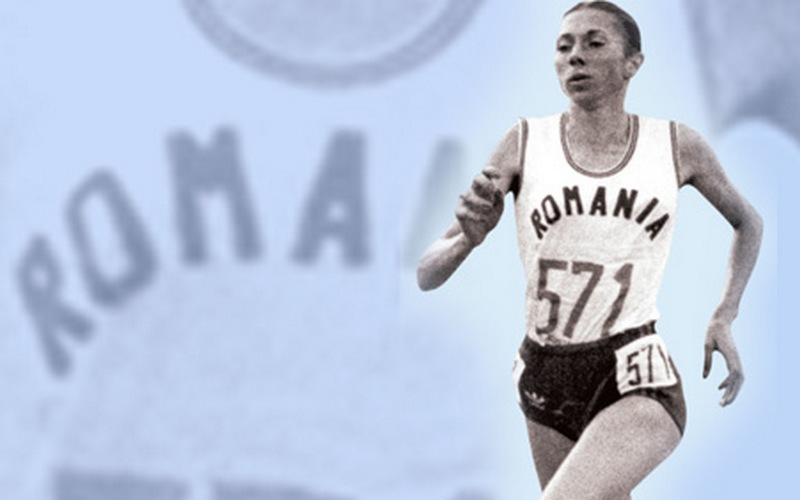
Silber gab es für Doina Melinte fünf Tage nach ihrem Sieg über 800 Meter

Datum: 11. August 1984
| Platz | Name              | Nation         | Zeit        |
| ----- | ----------------- | -------------- | ----------- |
| 1     | Gabriella Dorio   | Italien        | 4:03,25 min |
| 2     | Doina Melinte     | Rumänien       | 4:03,76 min |
| 3     | Maricica Puică    | Rumänien       | 4:04,15 min |
| 4     | Roswitha Gerdes   | BR Deutschland | 4:04,41 min |
| 5     | Christine Benning | Großbritannien | 4:04,70 min |
| 6     | Christina Boxer   | Großbritannien | 4:05,53 min |
| 7     | Brit McRoberts    | Kanada         | 4:05,98 min |
| 8     | Ruth Wysocki      | USA            | 4:08,32 min |
| 9     | Fița Lovin        | Rumänien       | 4:09,11 min |
| 10    | Debbie Scott      | Kanada         | 4:10,41 min |
| 11    | Lynne MacDougall  | Großbritannien | 4:10,58 min |
| 12    | Elly van Hulst    | Niederlande    | 4:11,58 min |

Für das Finale am 11. August 1984 hatten sich alle drei Rumäninnen und alle drei Britinnen qualifiziert. Dazu kamen zwei Kanadierinnen und jeweils eine Läuferin aus den USA, Italien, der Bundesrepublik Deutschland und den Niederlanden.
Der Olympiaboykott zahlreicher Staaten beeinträchtigte diesen Wettbewerb vor allem durch die daraus resultierende Abwesenheit der Athletinnen aus der Sowjetunion, deren Läuferinnen ganz vorne in der aktuellen Weltrangliste lagen. Bei den letzten Weltmeisterschaften hatten mit Samira Saizewa, Jekaterina Podkopajewa und Rawilja Agletdinowa drei Athletinnen aus der UdSSR die Plätze zwei bis vier belegt. Bei den Europameisterschaften 1982 hatte es durch Olga Dwirna und Samira Saizewa einen sowjetischen Doppelsieg gegeben. Zum Favoritenkreis gehörten nun vor allem die beiden Rumäninnen Maricica Puică, frühere Maricica Luca, am Tag vor dem 1500-Meter-Finale Olympiasiegerin über 3000 Meter, und Doina Melinte, frühere Doina Beșliu, hier in Los Angeles Goldmedaillengewinnerin über 800 Meter, sowie die Italienerin Gabriella Dorio, EM-Dritte 1982. Die US-Athletin Mary Decker, amtierende Weltmeisterin, verzichtete auf den Start über 1500 Meter, sie hatte sich auf den neu ins olympische Programm genommenen 3000-Meter-Lauf konzentriert. Dort war sie jedoch im Finale gestürzt und hatte daraufhin das Ziel nicht erreicht.
Für längere Zeit führte die Britin Christina Boxer. das Feld folgte geschlossen. Die 400-Meter-Zwischenzeit betrug 66,14 s. Alle Läuferinnen wollten sich gute Ausgangspositionen für eine mögliche Temposteigerung sichern, so liefen sie breit aufgefächert. Außen kam nun auch Dorio mit nach vorne. Boxer führte weiter, nach zwei Runden lautete die Durchgangszeit 2:14,66 min, es war also ein wenig langsamer geworden – letzte 400 Meter: 68,52 s. Dennoch lagen die Läuferinnen nun deutlich aufgereihter hintereinander, Dorio war weiterhin Zweite, Gerdes Dritte. Kurz vor Beginn der letzten Runde übernahm Dorio die Spitze und verschärfte das Tempo. Noch lag das Feld dicht zusammen, Zweite war nun Melinte vor Boxer, Gerdes, Puică und der Britin Christine Benning. Dreihundert Meter vor dem Ziel hatte sich eine Siebenergruppe abgesetzt mit der US-Amerikanerin Ruth Wysocki auf Rang sieben. Die 1200-Meter-Durchgangszeit betrug 3:16,91 min, d. h. die dritte Runde war mit 62,15 s die bislang deutlich schnellste.
Zwischen Dorio und Melinte entwickelte sich auf der Gegengeraden ein Zweikampf um den Sieg, die beiden setzten sich ab von ihren Verfolgerinnen. Die Gruppe dahinter blieb zunächst eng zusammen. Eingangs der letzten Kurve überhole Melinte ihre italienische Konkurrentin, Gerdes und Benning zogen an Boxer vorbei, dann folgte Puică. Wysocki musste abreißen lassen. Am Ende der Zielkurve konterte Dorio Melintes Angriff und bog als Erste auf die Zielgerade ein. Gabriella Dorio vergrößerte ihren Vorsprung jetzt zunächst und musste am Ende nicht mehr alles für ihren Olympiasieg geben. Doina Melinte kam so noch einmal näher, erreichte Dorio jedoch nicht mehr und gewann am Ende die Silbermedaille. Auf den letzten 40 Metern flog Maricica Puică noch an den drei vor ihr liegenden Läuferinnen vorbei auf den Bronzeplatz. Die nächsten Ränge belegten Roswitha Gerdes, Christine Benning und Christina Boxer Die Kanadierin Brit McRoberts hatte sich noch an Ruth Wysocki vorbei auf Platz sieben geschoben.
Die Zuschauer hatten ein mitreißendes und spannendes Rennen gesehen. Die letzte Runde lief Gabriella Dorio in 61,46 Sekunden. Dennoch beeinträchtigte das Fehlen der Topathletinnen aus der UdSSR diesen Wettbewerb ohne Zweifel.
Doina Melinte und Maricica Puică gewannen die ersten Medaillen für Rumänien in dieser Disziplin.

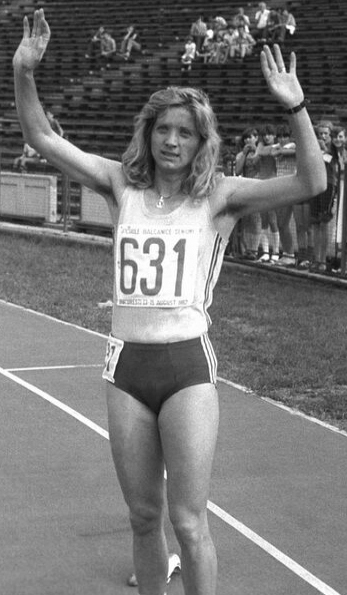
Einen Tag nach Gold über 3000 Meter gewann Maricica Puică die Bronzemedaille
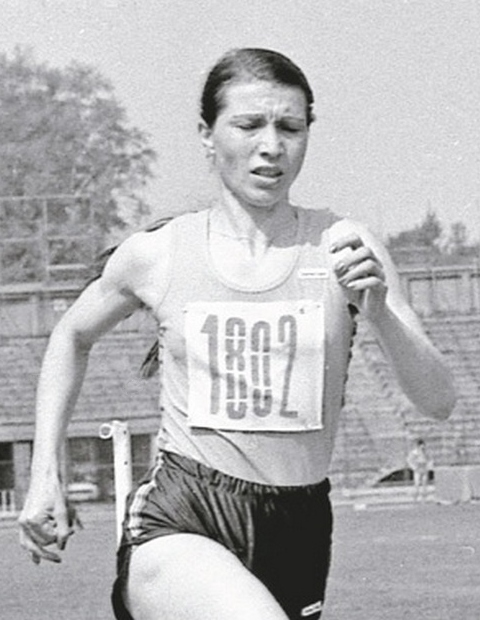
Die neuntplatzierte Fița Lovin
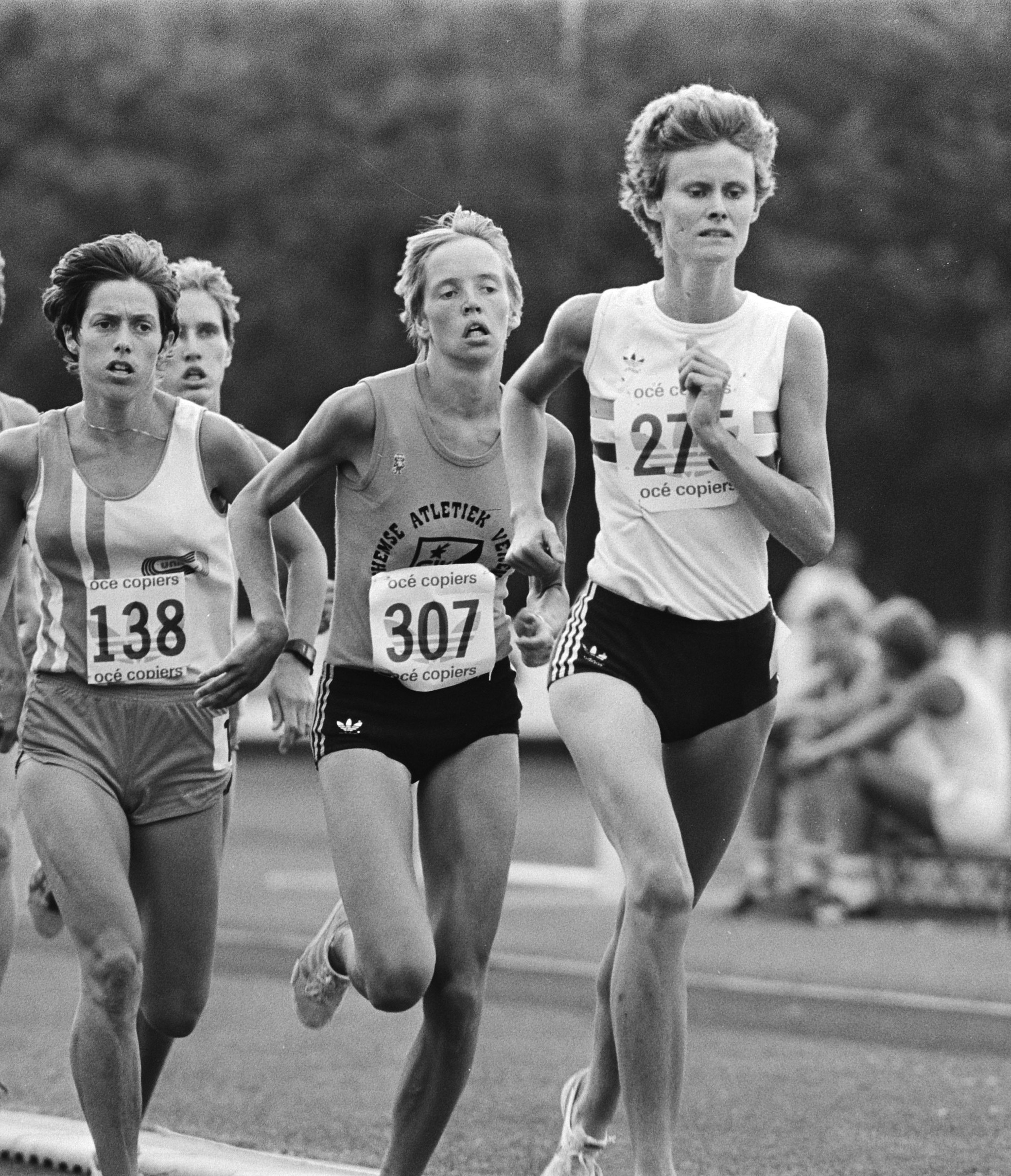
Elly van Hulst – hier in führender Position eines Rennens im Jahr 1983 – kam auf den zwölften Platz

## Videolinks
- Women's 1500m Final at LA Olympics in 1984, youtube.com, abgerufen am 14. Januar 2018
- Olympics - 1984 Los Angeles - Track - Womens 1500 m Finals - ITA Gabriella Dorio imasportsphile, youtube.com, abgerufen am 14. November 2021